# 金塔尼利亚德拉马塔
金塔尼利亚德拉马塔，是西班牙卡斯蒂利亚-莱昂布尔戈斯省的一个市镇。总面积14平方公里，总人口160人（2001年），人口密度11人/平方公里。